# Justo Figuerola
Pour les articles homonymes, voir Figuerola.
Justo Figuerola de Estrada (Lambayeque, 18 juin 1771 – Lima, 23 mai 1854) est un avocat et homme d'État péruvien.

## Biographie
Justo Figuerola est président de la République par intérim du 10 août 1844 au 7 octobre 1844.